# Oedt (Grefrath)
Oedt is een plaats in de Duitse deelstaat Noordrijn-Westfalen, en deel van de gemeente Grefrath.
Tot 31 december 1969 was Oedt een zelfstandige gemeente. Bij deze voormalige gemeente Oedt hoorden destijds ook nog het dorp Mülhausen en het gehucht Hagen .
Bij de communale herindeling van 1 januari 1970 werd het gehucht Hagen van Oedt aan de latere district-hoofdstad Viersen afgestaan, de rest van de gemeente Oedt (dus Mülhausen en de plaats Oedt zelf) werden deel van de gemeente Grefrath.
Grefrath (en dus ook Oedt) maken vandaag deel uit van het vlak over de grens bij Venlo in richting oosten beginnende Duitse district "Kreis Viersen"; de kentekens van de hier geregistreerde auto's beginnen ook met "VIE" of sinds 2015 ook weer met "KK".

## Dialect
De oorspronkelijk ter plaatse gesproken dialect is Zuid-Nederfrankisch, wat bijna overeenkomt met het in het nabije Nederland gesproken Limburgse dialect.

## De nabije omgeving
| plaatsen in de buurt | plaatsen in de buurt | plaatsen in de buurt | plaatsen in de buurt | plaatsen in de buurt |
| -------------------- | -------------------- | -------------------- | -------------------- | -------------------- |
| Vinkrath             |                      | Mülhausen            |                      | Kempen               |
|                      |                      |                      |                      |                      |
| Grefrath             | Sankt Tönis          |                      |                      |                      |
|                      |                      |                      |                      |                      |
| Süchteln             |                      | Hagen                |                      | Vorst                |